# 蹴流波 -Sur De Wave-
蹴流波 -Sur De Wave-（シュール・ド・ウェーブ）は2008年に結成された日本のフリースタイルフットボールチーム。「SDW」と略記されることが多い。リーダーはTOYAMA。超人プロ所属。

## メンバー

### メンバー
- TOYAMA（トヤマ） [2008-]
- 34（ミヨ） [2008-]
- TATSULOW（タツロウ） [2011-]

### サポートメンバー
- CANATA（カナタ） [2014-]
- EASY（イージー） [2015-]

## 概要
2008年1月、TOYAMAを中心に結成。3月20日にチーム初となるパフォーマンスを行う。2009年4月に自主制作DVD「SDW DVD VOL.1」を発売。この年からJリーグやFリーグでのハーフタイムパフォーマンスが開始され、大道芸ワールドカップにも初出場を果たす。10月11日には「BURST Team Contest 2009」で優勝。2010年2月にもダンスコンテスト「GATSBY Styling Dance Contest 2009-2010 ユニーク部門」で優勝している。2月21日には東京ディズニーランドでのステージパフォーマンスに初出演。その後も勢力的に活動し、現在では関東を中心に日本全国でパフォーマンス活動を行っている。
現在でこそ主流になっているが「曲に合わせる」「MCを入れない」「チーム技を多用する」などのダンス要素をはじめて取り入れたチームである。またリーダーのTOYAMAがサッカー未経験者ということもあって、足技にはあまり固執していない。その為、パフォーマンスで手技を多用するチームとしても知られている。

## 大会
- 天下一武球会 団体戦2016 優勝
- NEYMAR Jr. CRAZY SKILLS AWARD FEBRUARY CRAZIEST
- 第15回天下一武球会 優勝
- 第14回天下一武球会 優勝
- 天下一武球会 団体戦2015 優勝
- パフォーマンスムービー投稿コンテスト第４期 優勝
- いちかわイイネ！映像・CMコンクール CM部門 一般の部 最優秀賞
- 木更津サマージャンボリー2014 優勝
- 天下一武球会 団体戦2014 優勝
- 異種パフォーマンスバトル vol.1 優勝
- 第11回天下一武球会 優勝
- 第10回天下一武球会 優勝
- 第９回天下一武球会 優勝
- 第６回天下一武球会 優勝
- 第５回天下一武球会 優勝
- 第４回天下一武球会 優勝
- 第１回CCHパフォーマンスコンテスト パフォーマー部門 優勝
- 第３回天下一武球会 優勝
- 第１回「ロケ地は大和」ショートムービーコンテスト グランプリ
- SUGOWAZA THE BATTLE 優勝
- nameleon contest 優勝
- 第１回天下一武球会 優勝
- GATSBY Styling Dance Contest 2009-2010 ユニーク部門 大賞
- 「バビョーン！！」おもしろ驚きの動画コンテスト 大賞
- JFFAフリースタイルフットボール選手権'09 優勝
- BURST Team Contest 2009
- MY ZIMA QUEST グランプリ
- Red Bull STREET STYLE 2009 大阪 優勝

## メディア

### テレビ
- やべっちFC（テレビ朝日）
- X-SPORTS（J SPORTS 3）
- ワッチミー!TV×TV（BSフジ）
- 情報プレゼンター とくダネ!（フジテレビ）
- あらびき団（TBS）
- ストリートの道（テレビ東京）
- 球舞-CUBE-TV（J:COM さいたま）
- ジャイケルマクソン（MBS）
- サンデーモーニング（TBS）
- 集団サプライズSHOW（テレビ東京）
- NHKニュースおはよう日本（NHK）
- ハロウィンin多摩センター2012（多摩テレビ）
- mic Sporting（水沢テレビ）
- クイズ100人力（NHK）
- 夕なび 湘南～横浜（J:COM 横浜）
- いまどこ！？イレブン（J:COM 東京）
- 東京生テレビ（J:COM 東京）
- japanぐる～ヴ（BS朝日）

### CM
- ゆうちょ銀行「夢を追いかける人々」篇（ゆうちょ銀行）
- ヒマラヤ サッカー編（ヒマラヤ）
- AQUARIUS CHALLENGER'S PARK（Coca-Cola）
- AQUARIUS みんなのチャレンジムービー（Coca-Cola）

### ラジオ
- Radio 283（InterFM）
- REDS Power Of Town（Reds Wave）
- ラジオ制作局なんじゃ（鎌倉FM）
- MCおんのおん☆しつ（鎌倉FM）
- リベラじゃナイト！（FMやまと）
- 県央バンザイ！（FMカオン）
- たなばたラジオ・星に願いを（エフエムさがみ）